# David Texeira
David Texeira (Salto, Departamento de Salto, Uruguay, 27 de febrero de 1991) es un futbolista uruguayo. Juega como delantero en el Chattanooga Red Wolves S. C. de la USL League One.

## Trayectoria
En enero de 2012 el Liverpool F. C. de la Premier League intentó a fichar el delantero uruguayo por 6 000 000 euros.

## Selección nacional

### Participaciones en Mundiales
| Mundial             | Sede     | Resultado        |
| ------------------- | -------- | ---------------- |
| Mundial Sub-17 2009 | Nigeria  | Cuartos de final |
| Mundial Sub-20 2011 | Colombia | Primera fase     |

### Participaciones en Sudamericanos
| Copa                     | Sede   | Resultado     |
| ------------------------ | ------ | ------------- |
| Sudamericano Sub-15 2007 | Brasil | Subcampeón    |
| Sudamericano Sub-17 2009 | Chile  | Tercer puesto |
| Sudamericano Sub-20 2011 | Perú   | Subcampeón    |

## Clubes
| Club                         | País           | Año       |
| ---------------------------- | -------------- | --------- |
| Defensor Sporting            | Uruguay        | 2010-2011 |
| F. C. Groningen              | Países Bajos   | 2011-2014 |
| F. C. Dallas                 | Estados Unidos | 2014-2016 |
| Sivasspor                    | Turquía        | 2016      |
| Vitória S. C.                | Portugal       | 2016-2019 |
| AEL Limassol                 | Chipre         | 2018      |
| Moreirense F. C.             | Portugal       | 2018-2020 |
| Chattanooga Red Wolves S. C. | Estados Unidos | 2021-     |